# Кафана

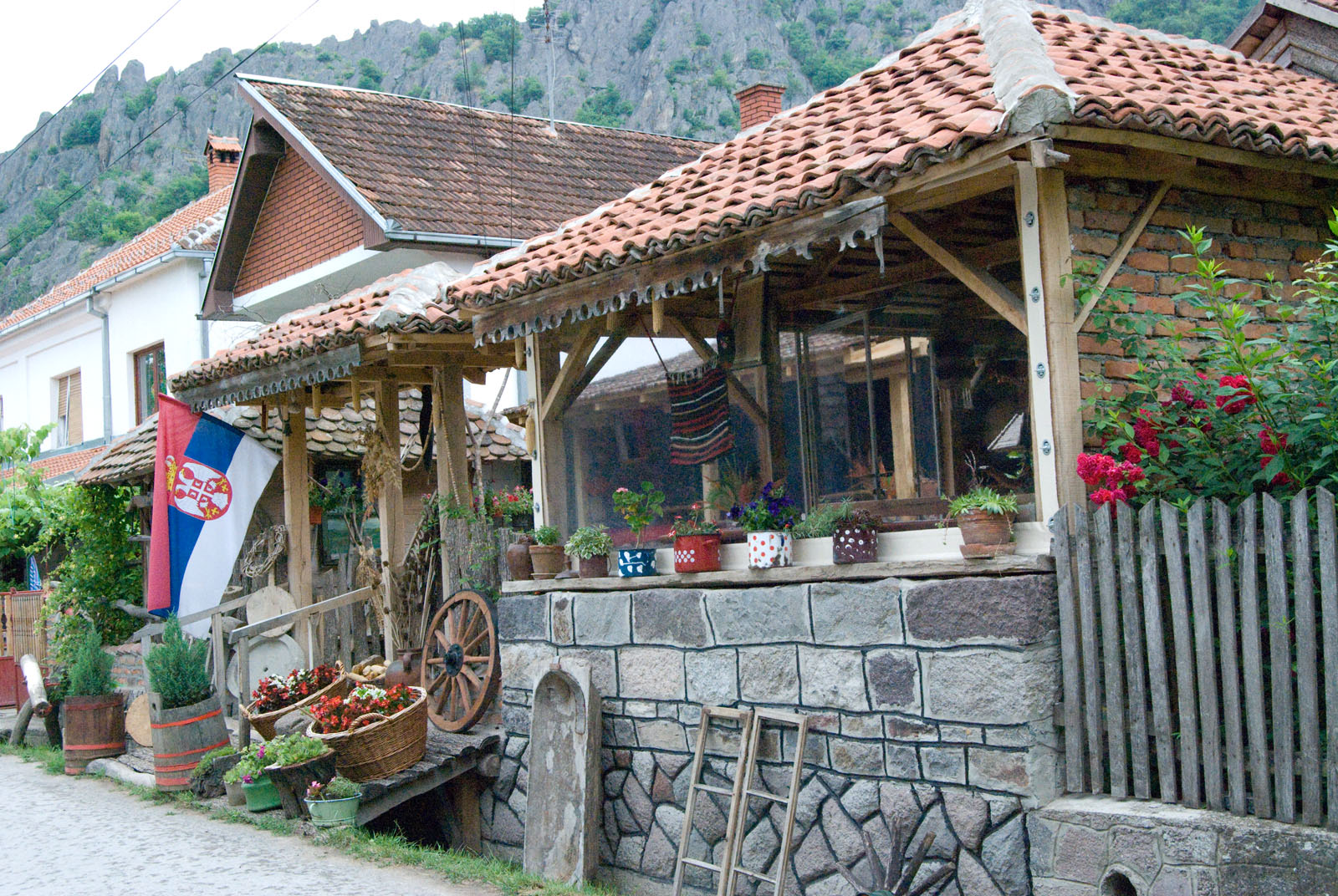
Сільська Кафана, Борач, Шумадійський округ, Сербія.

Кафана (босн. kahvana, мак. кафеана, хорв. kavana) — терміни, вживані в більшості колишніх югославських республік на позначення типу місцевих бістро, в яких у першу чергу подають алкогольні напої та каву, а також легкі закуски та інші продукти харчування. У більшості кафан наявна жива музика.
Поняття соціального місця збору чоловіків для розпивання алкогольних напоїв і кави виникло в Османській імперії та поширилося в Південно-Східній Європі за часів османського панування, надалі перетворившись на сучасні кафани.

## Етимологія
Цей різновид закладу відомий декількома видозмінами назви залежно від країни і мови:
- Сербський: кафана, kafana;
- Македонський : кафеана, kafeana;
- Хорватська: kavana;
- Боснійська: kafana;
- Албанська: kafene / kafehane;
- Грецький : καφενείο;
- Румунський: cafenea.

Саме слово, незалежно від регіональних відмінностей, є похідним від турецького kahvehane («кафе»), яке, в свою чергу, походить від перського терміна qahveh-khaneh (з'єднання арабського qahve (кава) і перського khane (будинок).

## Історія

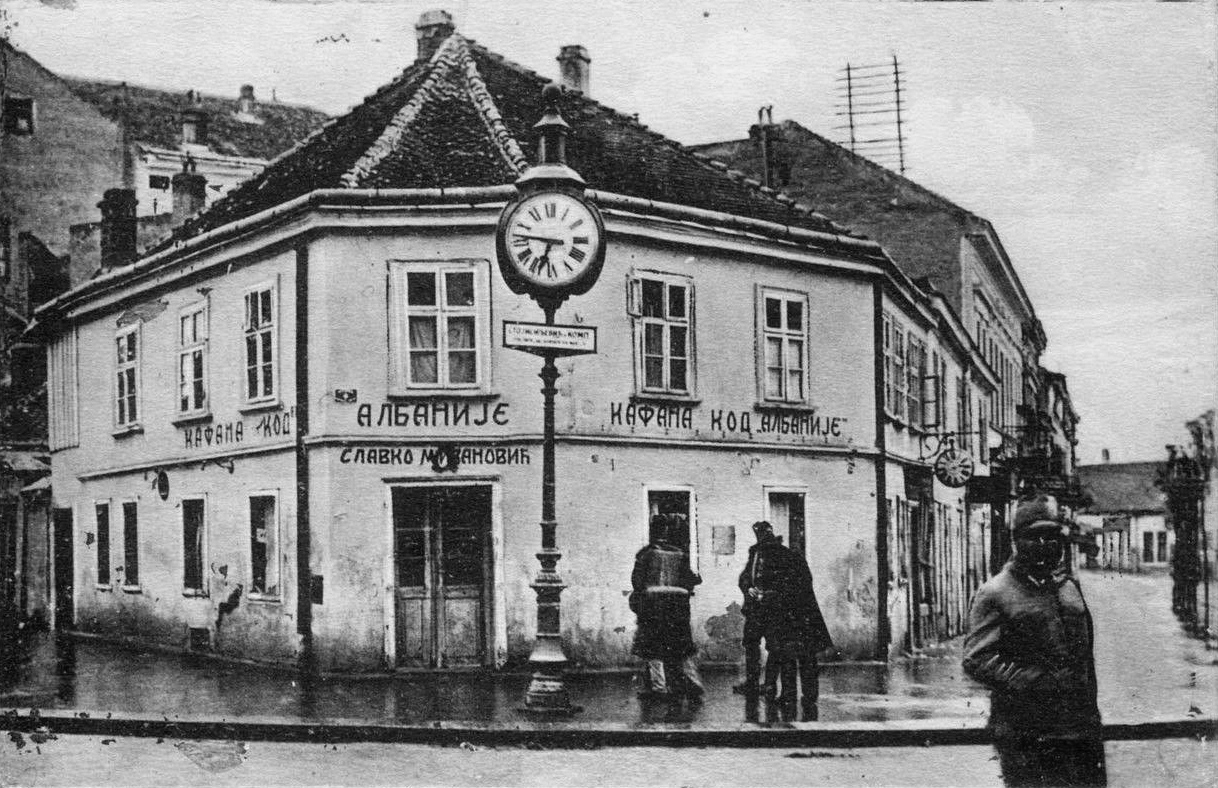
Кафана в палаці Албанія, Белград, 1910-і роки.

В кінці XVIII і початку XIX століття, кафани були сімейним бізнесом, ремесло, передавалося з покоління в покоління.
З розвитком балканських міст і зростанням населення, кафани також змінили концепцію. У деяких почали подавати їжу і користуватися іншими засобами для заманювання потенційних клієнтів, так як власники тепер повинні були конкурувати з іншими подібними закладами міста. У більшості великих міст на той період існували так звані міські кафани, розташовані на головній площі, або навколо. Клієнтами таких кафанів були найбільш заможні та відомі люди міста. Ціни в таких кафанах були, як правило, вищі в порівнянні з іншими аналогічними закладами по місту, які не мали такого вдалого місця розташування.
Концепція живої музики була введена на початку XX століття. Музичний репертуар носив локальний характер, виконувалася тільки народна музика, яка була популярна в конкретному регіоні.
Після Другої світової війни кафани поширилися по всьому Балканському півострову і за його межами. Деякі з них продовжували підтримувати високий рівень обслуговування, в той час як інші почали обслуговувати переселенців з сільської місцевості, які в основному знайшли роботу на заводах і на будівництвах, в таких кафанах сервіс був значно гірший .
Це період, коли кафан починає асоціюватися з закладом для нижчих класів суспільства. У 1980-х термін «кафана» став майже образливим, і більшість власників уникали асоціації свого закладу з кафаною, вважаючи за краще прозахідні терміни, такі як: ресторан, кафе, бістро, кафе-бар.

## Стереотипи
Кафана асоціюється з місцем, де нещасна любов лікується алкоголем і музикою, гравці просаджують величезну купу грошей, чоловіки тікають від дружин, тіньовики, корумповані місцеві політики і дрібні злочинці роблять бізнес. Як і в багатьох інших суспільствах, відвідування кафан вважається в основному чоловічим заняттям.

## Кафани по країнам

### Боснія і Герцеговина
У чистому вигляді кафанів можна зустріти в Боснії, де їжа не подається, концепція закладу залишається близькою до оригінальної, подається лише кава по-турецьки і алкоголь.
В боснійських містах з чисельним мусульманським населенням, можна дотепер зустріти деякі старі кафани, які не сильно відрізняються від існуючих за часів османського ярма в Боснії. Зараз їх, в основному, відвідують місцеві старійшини, а також випадкові туристи, і їх кількість постійно зменшується.

### Сербія

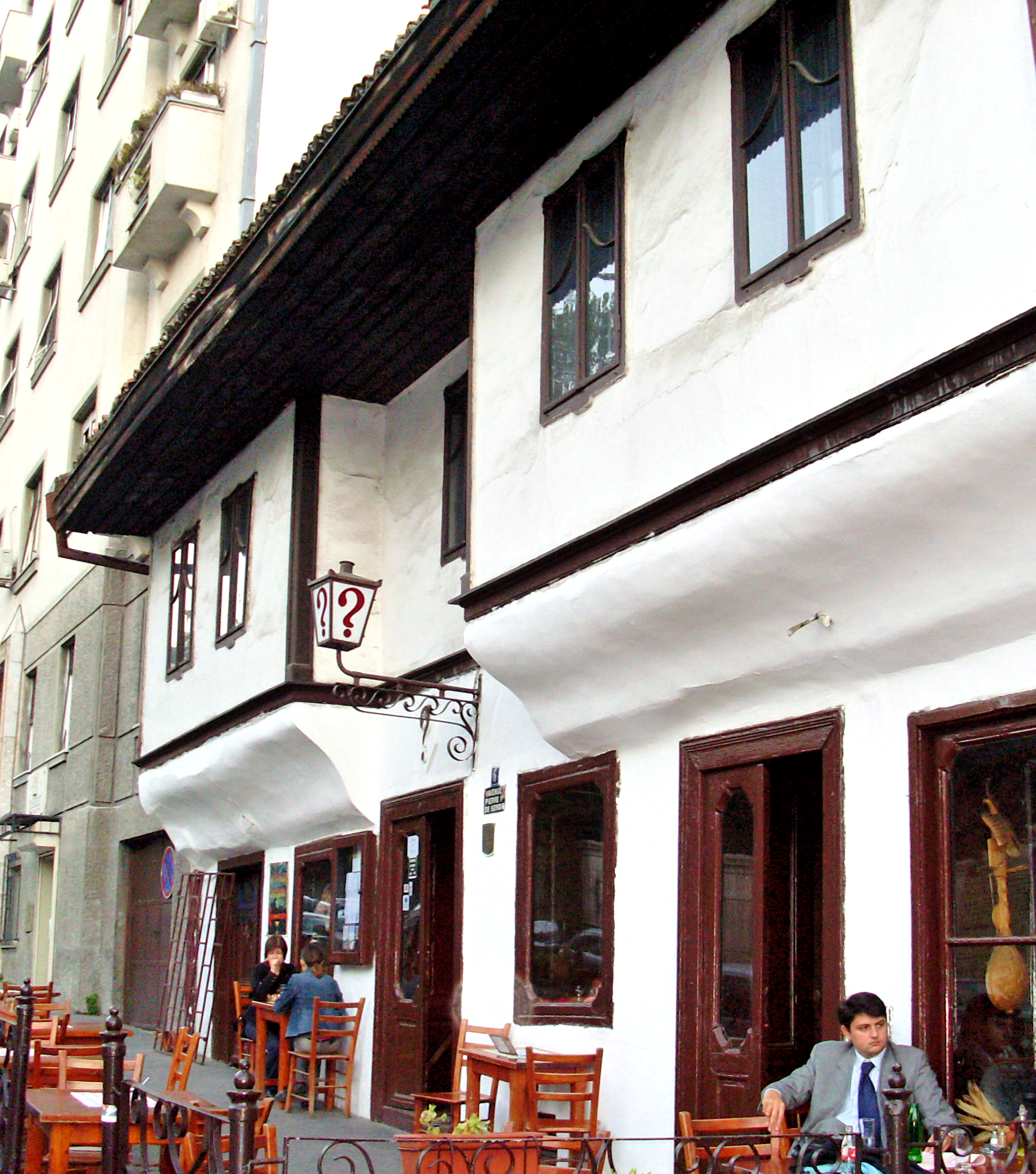
Відома кафана в центрі Белграда

У Белграді функціонують багато закладів обладнані великою кухнею, і мають складні меню, які офіційно називаються ресторанами, але більшість жителів відносяться до них як до кафанів.
За деякими даними, перша кафана в Белграді була відкрита після 1738 року, коли турки відбили напад австрійців. Її назва була чорний Орел, і в кафанії подавалася лише турецька чорна кава і кальян .
Їжу в сербських кафанах почали подавати в XIX столітті, меню складалося, в основному, з простої закуски, наприклад Чевпачічі . Меню розширювалося із збільшенням туристичної привабливості Белграда.
Після Другої Світової Війни стала зростати популярність таких кафан як, Суматовач, Під липою, і Грмец на македонській вулиці (сленгове назва «Бермудський трикутник») .
Починаючи приблизно з 1970-х років з припливом західної культури більшість молодих сербів почали асоціювати термін кафан з чимось архаїчним , тому власники закладу, стали уникати цього терміна.
Тенденція відмови від терміна кафан продовжилося в 1990-х і початку 2000-х років. З джентрифікації центральної частини Белграда, нові заклади харчування, віддійшли від традиціоналізму. Гарним прикладами цього, можуть служити численні нові ресторани в центрі Белграда — жодне з цих місць не називається кафан.

### Хорватія
У Хорватії, кафани відрізняються в континентальній Хорватії і на узбережжі Далмації . Kafić — це загальний термін, що охоплює всі заклади, де подають каву і алкогольні напої, а kavana — це заклад в стилі бістро, описані в цій статті.

## Кафана в мистецтві
Існує пісня Костянтина Ундрова «Вишеградська ніч», де за сюжетом бійці в Сербії поминають полеглих на всіх війнах в старій кафані.